# Em Segredo
Em Segredo (In Secret) é um filme de suspense erótico estadunidense produzido em 2013 por Mickey Liddell, Pete Shilaimon e William Horberg, cujo roteiro foi escrito por Charlie Stratton, baseado na obra naturalista de Émile Zola, Thérèse Raquin. Em 2013, teve uma apresentação especial e exclusiva no Festival Internacional de Cinema de Toronto, sendo lançado mais tarde em 21 de fevereiro de 2014.

## Elenco
- Elizabeth Olsen - Thérèse Raquin
  - Lily Laight - Thérèse (jovem)
- Tom Felton - Camille Raquin[5]
  - Dimitrije Bogdanov - Camille (jovem)
- Oscar Isaac - Laurent LeClaire
- Jessica Lange - Madame Raquin
- Matt Lucas - Olivier
- Shirley Henderson - Suzanne
- Mackenzie Crook - Grivet
- John Kavanagh - Inspetor Michaud